# Boyfriend降臨！
《Boyfriend降臨！》是日本朝日電視網自2022年10月15日至12月17日在每週六晚間播出的“週六好劇”，由所屬傑尼斯事務所的高橋海人（King & Prince）主演。

## 演員列表

### 主要人物
- Asahi/漆畑澄人〈23〉：高橋海人（King & Prince）

因事故失憶的神秘青年。
- 茶谷賢子〈35〉：櫻井由紀

廣告公司職員。對自己沒有信心。
- 佐藤涉〈35〉：田中美奈實

舞台劇演員。與Kashiko是自高中時期的好友。

### Miu&Homi廣告公司
- 黑瀨顯介：末澤誠也（關西小傑尼斯 / Aぇ! group）[2]

設計師。
- 赤井美香：伊藤修子[3]

文職人員。
- 白鳥陽大：本多力[3]

營業擔當。
- 青柳有造：光石研[3]

社長。

### 其他人物
- 榎田要：三宅健[4]

與涉同居中的交往對象。小劇團「KANAME座」的主宰。
- 津久井Emma：片岡凜[3]

唯一知曉Asahi過去的人物。
- 漆畑清澄：堀部圭亮

澄人的父親。
- 中越透：坪倉由幸

大型廣告公司「電陽堂」的職員。與澄人見過面。

## 製作團隊
- 編劇：田邊茂範
- 配樂：ONE MUSIC
- 主題曲：King & Prince《色彩》（Johnnys'Universe / 日本環球音樂）
- 導演：新城毅彥、中前勇兒、片山修、星野和成
- 執行製作人：中川慎子（朝日電視台）
- 製作人：殘間理央（朝日電視台）、尾花典子（J Storm）、森田美櫻（AOI Pro.）、小林麻衣子（朝日電視台）
- 制作協力：AOI Pro.
- 制作著作：朝日電視台、J Storm

## 播出日程
- 第1話加長30分鐘播出（23:00 - 24:00）。
- 11月26日因於21:40 - 01:00轉播「2022年FIFA世界杯」（波蘭×沙烏地阿拉伯），故而停止播出一次。

| 各話   | 播出日期 | 標題 | 導演     |
| ------ | -------- | ---- | -------- |
| 第1話  | 10月15日 |      | 新城毅彥 |
| 第2話  | 10月22日 |      | 中前勇兒 |
| 第3話  | 10月29日 |      | 中前勇兒 |
| 第4話  | 11月05日 |      | 片山修   |
| 第5話  | 11月12日 |      | 星野和成 |
| 第6話  | 11月19日 |      | 星野和成 |
| 第7話  | 12月03日 |      | 星野和成 |
| 第8話  | 12月10日 |      | 中前勇兒 |
| 最終話 | 12月17日 |      | 中前勇兒 |

## 外部連結
- 官方网站
- Boyfriend降臨！的X（前Twitter）
- Boyfriend降臨！的Instagram帳戶
- Boyfriend降臨！的TikTok

| 朝日電視網 週六好劇                   | 朝日電視網 週六好劇                          | 朝日電視網 週六好劇 |
| ------------------------------------- | -------------------------------------------- | ------------------- |
|                                       | Boyfriend降臨！ （2022年10月15日－12月17日） |                     |
| 朋友遊戲R4 （2022年7月23日－9月10日） | 想踢沉迷男的女人 （2023年1月14日－）         |                     |